# 페터 풀데

페터 풀데(Peter Fulde, 1936년 4월 6일~2024년 4월 11일)는 아시아 태평양 이론물리센터(APCTP)의 3대 및 4대 소장을 역임하였으며, 포항공과대학교의 석좌교수로 재직하였다. 그는 독일 드레스덴에 위치한 막스플랑크 재단의 복잡계 물리연구소(MPI-PKS)의 초대 소장을 지냈다.
주요 대학의 교수로 재직하면서 한국 박사연구원만 20여명을 지도하는 등 지한파로도 알려져 있다.

## 학력
- 미국 메릴랜드대학교, 박사, 1963년
- 독일 훔볼트대학교, 학사[1]

## 경력
- 드레스덴 공과대학교 겸직교수(1995)
- 막스플랑크재단 복잡계물리연구소 소장 및 막스플랑크재단 자연과학공학위원장
- 막스플랑크재단 고체물리연구소 소장(1974~1993)
- 다름슈타트공과대학교 겸직교수(1973)
- Laue-Langevin 이론연구소 소장(1971~1974)
- 프랑크푸르트대학교 교수(1968)[1]